# NGC 2922
NGC 2922 este o astronomical radio source⁠(d) situată în constelația Leul Mic. A fost descoperită în 18 martie 1884 de către Édouard Stephan⁠(d).